# Porta San Sebastiano

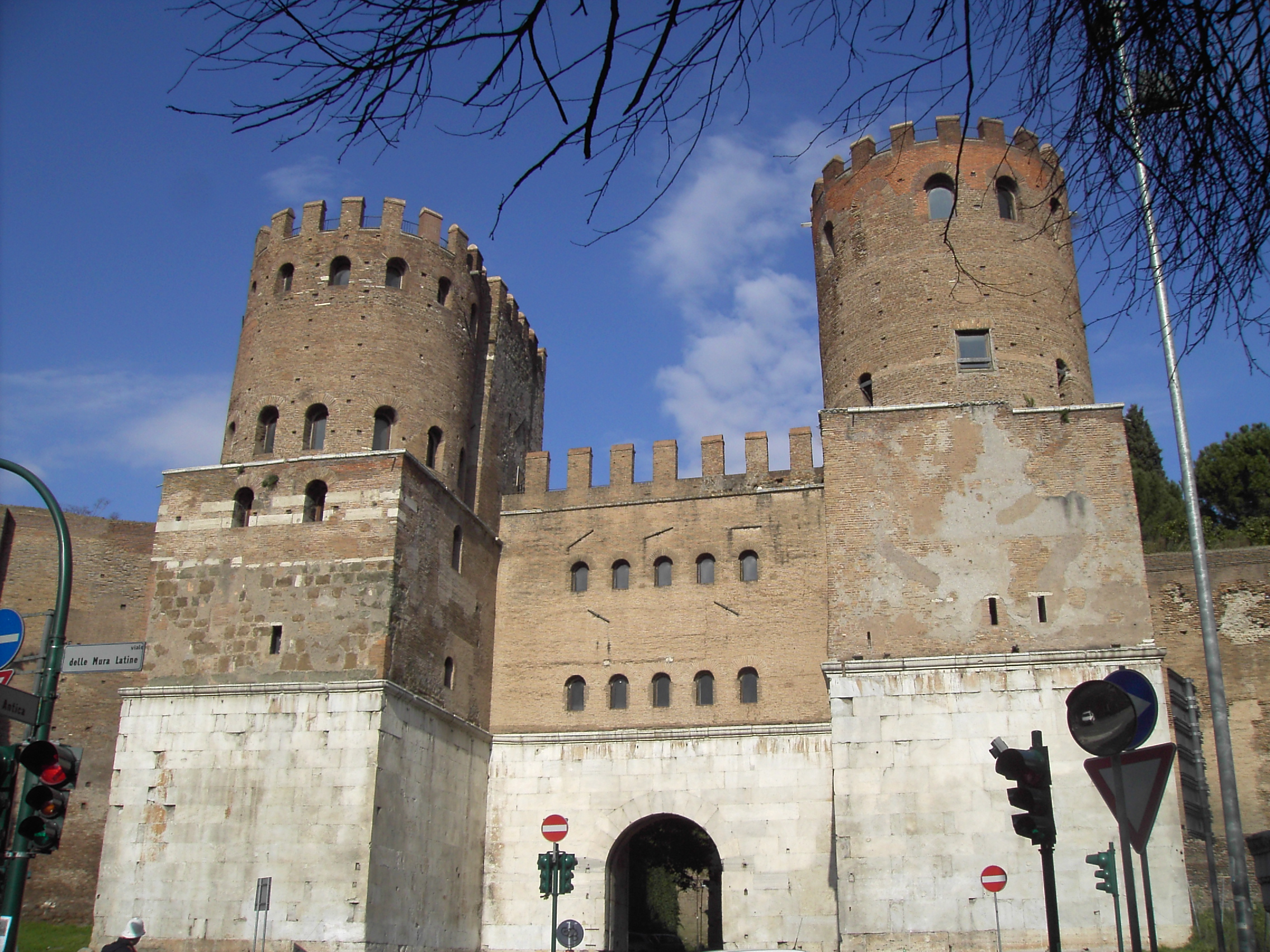
Porta Appia, después Porta San Sebastiano — vista externa.

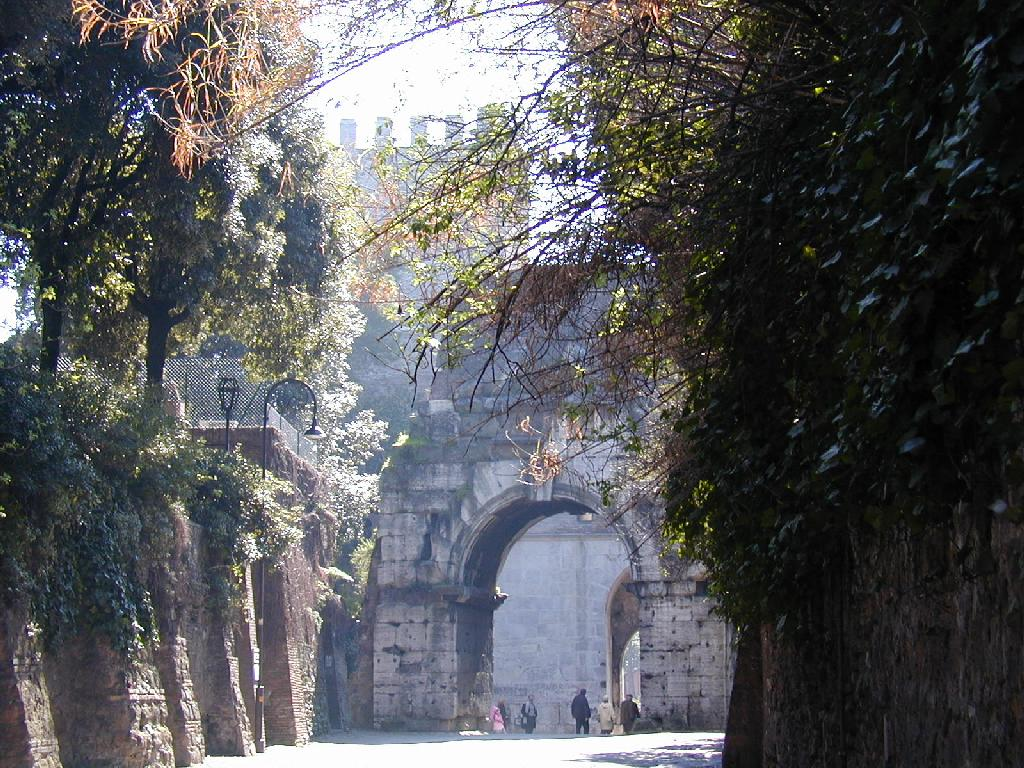
Arco de Druso (fachada hacia la ciudad), la contrapuerta interna de Porta San Sebastiano.

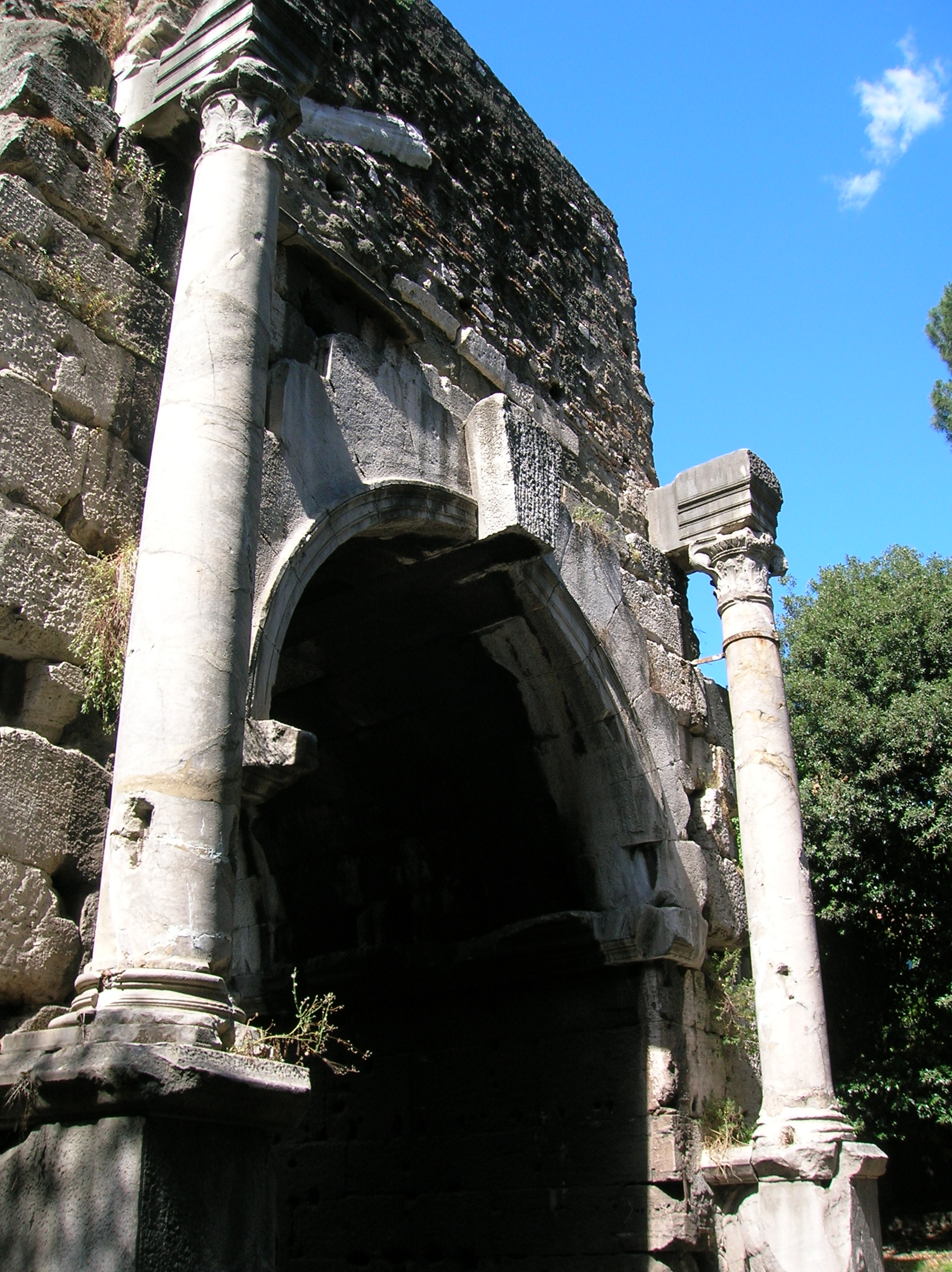
El arco de Druso (fachada hacia Porta San Sebastiano).

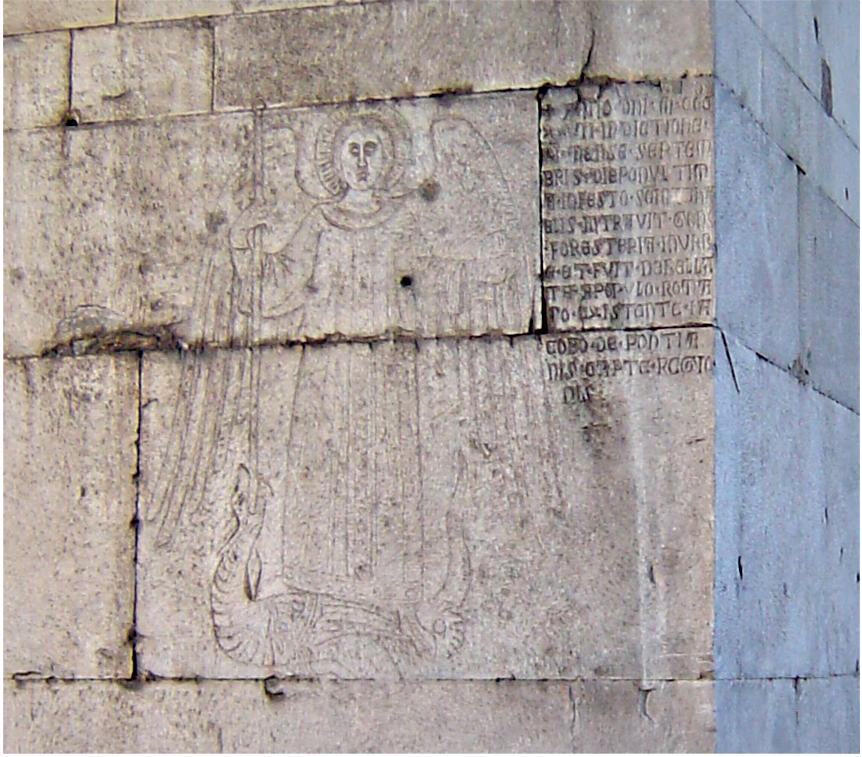
El Arcángel Miguel y la inscripción medieval.

La actual Porta San Sebastiano ('Puerta de San Sebastián', en español) es la más grande y de las mejor conservadas de las puertas del cinturón defensivo de las murallas aurelianas de Roma. El nombre original era Porta Appia porque por allí se salía a la Vía Apia, la «regina viarum» que comenzaba un poco más atrás de la Porta Capena de las murallas servianas, y lo conservó por mucho tiempo.
En el Medioevo, también era llamada Accia (o Dazza o Datia), cuya etimología es bastante incierta; aparentemente estaría ligada al hecho de que en su proximidad el arroyo Almone, llamado «Acqua Accia». Un documento del 1434 la menciona como «Porta Domine quo vadis». Solo después de la mitad del siglo XV se puede finalmente documentar el uso del nombre que ostenta aun hoy, debido a que se encuentra próxima a la basílica de San Sebastián extramuros y a las catacumbas de San Sebastiano.

## Descripción y Edad Antigua
La estructura original es de la época aureliana, edificada por lo tanto hacia el 275, disponía de una abertura con dos arcadas encima de las cuales se encontraban ventanas, también con arcos, comprendidas entre dos torres semicilíndricas.
El recubrimiento de la fachada era en travertino. Durante una de sus restauraciones las dos torres fueron ampliadas, elevadas y conectadas, con dos muros paralelos al preexistente arco de Druso, situado a tan solo algunos metros en el lado interno de la puerta, de modo que se formó un patio interno, en el cual el arco desempeñaba la función de contrapuerta.
En ocasión de la recuperación hecha en el período 401/402 por el emperador Honorio la puerta fue rediseñada con una sola arcada, con un ático sobreelevado en el cual se abren dos filas de seis ventanas de arco y se le agregó un pasillo abierto por donde circulaba la ronda. La base de las dos torres se asentó en dos basamentos de planta cuadrada, revestidos de mármol. Un reacondicionamiento posterior le dio finalmente el aspecto actual, en el cual toda la estructura, incluso las torres se sobreelevó de un piso. Algunos estudiosos dudan que esta remodelación sea obra de Honorio, en tanto que no existe la habitual placa recordatoria que este dejaba en todas sus intervenciones en las murallas y puertas de Roma.
El cierre se hacía mediante una puerta de madera de dos hojas y por medio de una compuerta de movimiento vertical que se deslizaba en unas canaletas visibles aun hoy. La operación de esta compuerta se hacía desde la cámara de maniobra ubicada justamente encima de la puerta.
Dada la importancia de la Vía Apia, por la que se salía de la ciudad, sobre todo en la época romana, toda el área estaba involucrada en un intenso tráfico ciudadano. Aparentemente en la proximidad de la puerta existía un área de estacionamiento de los medios de transporte privados de los personajes, evidentemente de un rango elevado, que podían permitírselo. Desde aquí entraban en la ciudad. Se trataba de lo que hoy se definiría como aparcamiento o patio de transferencia, en vista de que el tráfico en la ciudad no estaba permitido para los medios privados. A esta regla, no estaban exonerados siquiera los miembros de la casa imperial, cuyos medios privados se estacionaban en una zona reservada (llamada «mutatorium Caesaris»), poco distante en el inicio de la vía Appia.
Son de notable interés algunos croquis visibles sobre el revestimiento en travertino de las bases del monumento; podría tratarse de indicaciones para la medición del trabajo de los talladores de piedra. Según el historiador italiano Antonio Nibby, en el centro del arco de la puerta, en el lado externo, está esculpida una cruz griega inscrita en una circunferencia, con una inscripción en griego, dedicada a San Cono y a San Jorge, fechada en el siglo VI/VII, pero no se ha conservado ninguna traza visible. Pero más allá de los testimonios oficiales con un cierto valor histórico, el imperio romano es interesante también por la riqueza de grafitis y trazas ciertamente no oficiales, pero que documentan la vida cotidiana que, en torno a la puerta, se ha desarrollado a lo largo de los siglos.

## De la Edad Media a la actualidad
A la derecha de la puerta, en el lado interno se encuentra grabada la figura del Arcángel Miguel mientras mata un dragón, al costado de la figura de puede leer, en escritura gótica, un texto en el cual se recuerda la batalla que se libró el 29 de septiembre de 1327 (día de San Jorge), entre las milicias romanas gibelinas de la familia Colonna, guiadas por Giacomo de’ Pontani (o Ponziano), contra el ejército guelfo y gibelino del rey de Nápoles Roberto de Anjou, guiadas por Giovanni d'Epiro y Gaetano Orsini.
Muy probablemente son obra de los peregrinos las varias cruces grabadas en los muros y el monograma de Cristo (JHS con la cruz sobre la «h») visible en la pared izquierda de la puerta, en frente al Arcángel Miguel; se pueden leer varios nombres italianos y extranjeros (un cierto Giuseppe Albani ha escrito tres veces su nombre asociado con tres fechas, la última inteligible es del 1622; para uso de viajeros extranjeros alguien ha grabado una especie de indicación para llegar a la Porta San Giovanni o a la Basílica de San Juan de Letrán, visible nada más salir por la puerta, sobre la izquierda: «DI QUA SI VA A S. GIO…», interrumpido por algo o por alguien; se pueden observar una variedad de incisiones difíciles de interpretar. Escribir en los muros es sin duda una actividad ancestral.
El 5 de abril de 1536, in ocasión del ingreso a Roma del Emperador Carlos V, Antonio da Sangallo el Joven transformó la puerta en un verdadero arco de triunfo, decorándola con estatuas, columnas y frisos, llegando incluso a demoler edificios existentes para abrir una vía triunfal hasta el Foro Romano. El evento se inmortalizó con una inscripción sobre el arco, que, con un exceso de adulación comparaba a Carlos V con Escipión el Africano: «CARLO V ROM. IMP. AUG. III. AFRICANO». Por esta misma puerta pasó también, el 4 de diciembre de 1571, el cortejo triunfal en honor a Marcantonio Colonna, el vencedor de la batalla de Lepanto. El elemento de dicho cortejo que suscitó mayor curiosidad fue ciertamente el desfile de los ciento sesenta prisioneros turcos encadenados. Para esa ocasión el Pasquino, la famosa estatua parlante de Roma, quiso dar su parecer, pero esta vez sin palabras: fue vista con la cabeza de un turco ensangrentada y una espada.
Ya desde el siglo V y por lo menos hasta el XV, está documentada la práctica normal de concesionar por licitación, o incluso la venta a privados de las puertas de la ciudad y el cobro del peaje por el respectivo tránsito. En un documento del 1467 se menciona un bando que especifica la modalidad de la licitación de las puertas de la ciudad por un período de un año. En un documento del 1474 se relata que el precio de concesión por las puertas Latina y Appia juntas era de «fiorini 39, sollidi 31, den. 4 per sextaria» («tasa semestral»); se trataba de un precio no excesivamente alto, lo que estaría indicando que el tráfico por las puertas tampoco era excesivo, pero suficiente de cualquier manera para asegurar una buena ganancia al comprador. Ganancia que estaba reglamentada con tablas detalladas que se referían a cada tipo de mercadería, pero que eran abundantemente arredondeado por abusos de todo tipo, a juzgar por la cantidad de protestas, edictos y amenazas que se emitían.
Al lado de la torre occidental se pueden ver trazas de una portezuela que ha sido cerrada mediante una pared. Algunos estudiosos opinan que ha sido abierta y luego vuelta a cerrar en muy corto tiempo, razón por la cual no presenta señales evidentes de haber sido usada.
Por lo que se refiere al interior del edificio que alberga la puerta, las transformaciones más importantes son recientes, se desarrollaron entre 1942 y 1943, cuando toda la estructura fue ocupada y utilizada por Ettore Muti, en la época secretario del partido fascista. A esa época se deben en efecto los mosaicos bicromáticos en blanco y negro que decoran varios ambientes.
Actualmente las torres albergan el Museo de las Murallas (Museo delle Mura, en italiano), en el cual se pueden observar modelos de la construcción de las murallas y de las puertas en sus varias fases.